# Episodi di Teen Titans Go! (serie animata) (quinta stagione)
La quinta stagione della serie animata Teen Titans Go!, composta da 52 episodi, è stata trasmessa negli Stati Uniti, su Cartoon Network, dal 25 giugno 2018 al 4 aprile 2020.
In Italia viene trasmessa dal 14 gennaio 2019 al 16 gennaio 2020 su Cartoon Network e poi su Boing.
| n. | Titolo originale                                                                 | Titolo italiano                        | Prima TV USA     | Prima TV Italia  |
| -- | -------------------------------------------------------------------------------- | -------------------------------------- | ---------------- | ---------------- |
| 1  | The Scoop!                                                                       | Il cucchiaio                           | 25 giugno 2018   | 4 marzo 2019     |
| 2  | Chicken in the Cradle                                                            | 5 Titans e un bebè                     | 25 giugno 2018   | 5 marzo 2019     |
| 3  | Kabooms: Part 1                                                                  | I Titans vanno al cinema 1ª parte      | 20 luglio 2018   | 21 gennaio 2019  |
| 4  | Kabooms: Part 2                                                                  | I Titans vanno al cinema 2ª parte      | 20 luglio 2018   | 21 gennaio 2019  |
| 5  | Tower Renovation                                                                 | La nuova torre                         | 13 agosto 2018   | 21 gennaio 2019  |
| 6  | My Name is Jose                                                                  | Nuovi poteri                           | 8 ottobre 2018   | 6 marzo 2019     |
| 7  | The Power of Shrimps                                                             | Il corteggiamento                      | 8 ottobre 2018   | 8 marzo 2019     |
| 8  | Monster Squad                                                                    | I costumi di Halloween                 | 19 ottobre 2018  | giugno 2019      |
| 9  | Real Orangins                                                                    | La vera storia delle origini           | 5 novembre 2018  | 20 gennaio 2019  |
| 10 | Quantum Fun                                                                      | Robin Quantico                         | 6 novembre 2018  | 14 gennaio 2019  |
| 11 | The Fight                                                                        | Robin Consulente                       | 7 novembre 2018  | 15 gennaio 2019  |
| 12 | The Groover                                                                      | Il Grand Canyon                        | 8 novembre 2018  | 17 gennaio 2019  |
| 13 | Justice League's Next Top Talent Idol Star: Second Greatest Team Edition: Part 1 | Next top talent idol star: 1ª parte    | 21 novembre 2018 | 21 gennaio 2019  |
| 14 | Justice League's Next Top Talent Idol Star: Second Greatest Team Edition: Part 2 | Next top talent idol star: 2ª parte    | 21 novembre 2018 | 21 gennaio 2019  |
| 15 | How's This For a Special? Spaaaace: Part 1                                       | Avventura nello spazio prima parte     | 21 dicembre 2018 | 20 gennaio 2019  |
| 16 | How's This For a Special? Spaaaace: Part 2                                       | Avventura nello spazio seconda parte   | 21 dicembre 2018 | 20 gennaio 2019  |
| 17 | BBRBDAY                                                                          | Il doppio compleanno                   | 31 dicembre 2018 | 4 novembre 2019  |
| 18 | Slapping Butts and Celebrating for No Reason                                     | Sculacciare e festeggiare senza motivo | 28 gennaio 2019  | 4 novembre 2019  |
| 19 | Nostalgia is Not a Substitute for an Actual Story                                | La scommessa                           | 4 febbraio 2019  | 6 novembre 2019  |
| 20 | Business Ethics Wink Wink                                                        | L'impero di Stellarubia                | 11 febbraio 2019 | 6 novembre 2019  |
| 21 | Genie President                                                                  | Esprimi un desiderio                   | 18 febbraio 2019 | 16 gennaio 2019  |
| 22 | Tall Titan Tales                                                                 | Leggende americane                     | 25 febbraio 2019 | 5 novembre 2019  |
| 23 | I Used To Be A Peoples                                                           | Alla ricerca dell'indipendenza         | 4 marzo 2019     | 5 novembre 2019  |
| 24 | The Metric System vs. Freedom                                                    | I sistemi di misurazione               | 11 marzo 2019    | 7 novembre 2019  |
| 25 | The Chaff                                                                        | Niente più fan                         | 18 marzo 2019    | 7 novembre 2019  |
| 26 | Them Soviet Boys                                                                 | Il montaggio                           | 25 marzo 2019    | 5 novembre 2019  |
| 27 | Little Elvis                                                                     | Shazam                                 | 1º aprile 2019   | 8 novembre 2019  |
| 28 | Booty Eggs                                                                       | Caccia alle uova                       | 15 aprile 2019   | 8 novembre 2019  |
| 29 | TV Knight 4                                                                      | TV in campeggio                        | 22 aprile 2019   | 11 novembre 2019 |
| 30 | Lil' Dimples                                                                     | Il concorso di bellezza                | 29 aprile 2019   | 11 novembre 2019 |
| 31 | Don't Be An Icarus                                                               | A lezione di storia greca              | 6 maggio 2019    | 12 novembre 2019 |
| 32 | Stockton, CA!                                                                    | Stockton, California                   | 13 maggio 2019   | 12 novembre 2019 |
| 33 | What's Opera Titans                                                              | Titans all'Opera                       | 20 maggio 2019   | 13 novembre 2019 |
| 34 | Forest Pirates                                                                   | La gara di canoe                       | 27 maggio 2019   | 13 novembre 2019 |
| 35 | The Bergerac                                                                     | Il primo bacio di Robin                | 3 giugno 2019    | 14 novembre 2019 |
| 36 | Snot and Tears                                                                   | Come in un film horror                 | 10 giugno 2019   | 14 novembre 2019 |
| 37 | Campfire!                                                                        | Fuoco da campo                         | 17 giugno 2019   | 12 gennaio 2020  |
| 38 | What We Learned at Camp                                                          | Le medaglie di partecipazione          | 24 giugno 2019   | 12 gennaio 2020  |
| 39 | Communicate Openly                                                               | La nuova coinquilina                   | 1º luglio 2019   | 11 gennaio 2020  |
| 40 | Royal Jelly                                                                      | Pappa Reale                            | 8 luglio 2019    | 11 gennaio 2020  |
| 41 | Strength of a Grown Man                                                          | La tuta meccanica di Brain             | 15 luglio 2019   | 10 gennaio 2020  |
| 42 | Had to Be There                                                                  | Momenti indimenticabili                | 22 luglio 2019   | 10 gennaio 2020  |
| 43 | Girls Night In Part 1                                                            | Pigiama party. 1ª parte                | 29 luglio 2019   | 13 gennaio 2020  |
| 44 | Girls Night In Part 2                                                            | Pigiama party. 2ª parte                | 5 agosto 2019    | 13 gennaio 2020  |
| 45 | The Great Disaster                                                               | Non siamo bambini!                     | 12 agosto 2019   | 15 gennaio 2020  |
| 46 | The Viewers Decide                                                               | Arriva Batbee                          | 19 agosto 2019   | 16 gennaio 2020  |
| 47 | Cartoon Feud                                                                     | Cartoni avversari                      | 4 ottobre 2019   | 15 gennaio 2020  |
| 48 | Curse of the Booty Scooty                                                        | Il sederino perso                      | 4 ottobre 2019   | 14 gennaio 2020  |
| 49 | Collect Them All!                                                                | Collezionali tutti                     | 4 ottobre 2019   | 14 gennaio 2020  |
| 50 | Teen Titans Vroom: Part 1                                                        | Teen Titans Turbo - 1ª parte           | 9 novembre 2019  |                  |
| 51 | Teen Titans Vroom: Part 2                                                        | Teen Titans Turbo - 2ª parte           | 9 novembre 2019  |                  |
| 52 | Teen Titans Roar                                                                 | Teen Titans vs ThunderCats             | 4 aprile 2020    | 6 aprile 2020    |

## Il cucchiaio
Starfire diventa amico di una pallina di gelato che ha rubato dal gelato sociale di H.I.V.E. I titani credono che l'attrazione di Starfire per gli oggetti inanimati sia strana, ma Starfire crede che gli oggetti inanimati siano speciali.

## 5 Titans e un bebè
Dopo essere stato avvertito da Robin che le sue responsabilità lo raggiungeranno, Beast Boy depone un uovo. Usando i suoi poteri per cambiare animale, invece di prendersi cura del suo pulcino appena nato, i Titans decidono di prendersene cura, e Beast Boy inizia a capire che forse non è il miglior padre per il pulcino e che è ora di essere uno.
NOTA:
Questo il titolo dell'episodio è una parodia del film del 1987 Tre scapoli e un bebè.

## I Titans vanno al cinema
Robin propone che i Titans vadano a vedere un film basato sullo show “Bambini contro Cani”, ma i Titans non saranno presenti a meno che non ci siano le esplosioni. Dopo che Robin li ha convinti, a loro il film piace a causa dell'azione, fino a quando l'esposizione del film inizia a rovinarlo (tranne per Robin). Dopo il film, i Titans decidono di creare il loro film (che non riguarda loro stessi), ma Corvina teme che le divergenze creative possano rovinare il film. Con B.B. e Cyborg come sceneggiatori, Robin come regista, Stellarubia in guardaroba e Corvina in trucco, i Titans lavorano insieme per realizzare il film, ma le cose non vanno così bene.
NOTE:
- Questo episodio è in corso prima degli eventi di Teen Titans Go! Il film.
- Robin nomina l'attore Joseph Gordon-Levitt.

## La nuova torre
I Titans, dopo che Sladow ha distrutto la loro torre, decidono di ricostruirla.
NOTE:
Questo episodio è in corso dopo gli eventi di Teen Titans Go! Il film.